# Beautiful Day
"Beautiful Day" là một bài hát của ban nhạc rock Ireland U2 nằm trong album phòng thu thứ mười của họ, All That You Can't Leave Behind (2000). Nó được phát hành vào ngày 9 tháng 10 năm 2000 như là đĩa đơn đầu tiên trích từ album bởi Interscope Records. Tương tự như những bài hát từ All That You Can't Leave Behind, "Beautiful Day" gợi lại những âm hưởng từ âm nhạc của nhóm trước đây. Những giai điệu guitar của The Edge đã tạo nên một cuộc tranh luận nảy lửa trong nội bộ U2, trong đó họ bày tỏ thái độ không đồng tình trước việc ông sử dụng lại những âm điệu quen thuộc của ban nhạc lúc khởi đầu sự nghiệp vào đầu thập niên 1980. Giọng ca chính của nhóm Bono giải thích rằng nội dung bài hát đề cập đến niềm vui thanh thản trong tâm hồn và thái độ lạc quan của mỗi người, dù đã mất đi mọi thứ xung quanh.
Sau khi phát hành, "Beautiful Day" nhận được những phản ứng tích cực từ các nhà phê bình âm nhạc, trong đó họ đánh giá cao giai điệu bắt tai cũng như quá trình sản xuất của nó, và lọt vào danh sách những bài hát xuất sắc nhất mọi thời đại bởi nhiều tổ chức và ấn phẩm âm nhạc, bao gồm vị trí thứ 345 trong danh sách "500 Bài hát vĩ đại nhất mọi thời đại" của Rolling Stone. Nó còn gặt hái nhiều giải thưởng và đề cử tại những lễ trao giải lớn, như chiến thắng ba giải Grammy cho Thu âm của năm, Bài hát của năm và Trình diễn song ca hoặc nhóm nhạc giọng rock xuất sắc nhất tại lễ trao giải thường niên lần thứ 43. "Beautiful Day" cũng đạt được những thành công vượt trội về mặt thương mại, đứng đầu các bảng xếp hạng ở Úc, Canada, Phần Lan, Ireland, Ý, Hà Lan, Na Uy, Tây Ban Nha và Vương quốc Anh, và lọt vào top 10 ở hầu hết những quốc gia nó xuất hiện. Tại Hoa Kỳ, bài hát đạt vị trí thứ 21 trên bảng xếp hạng Billboard Hot 100, trở thành đĩa đơn có thứ hạng cao nhất của họ kể từ đĩa đơn năm 1997 "Discothèque".
Video ca nhạc cho "Beautiful Day" được đạo diễn bởi Jonas Åkerlund, trong đó bao gồm những cảnh U2 đang đi dạo quanh Sân bay Charles de Gaulle ở Paris, xen kẽ với những hình ảnh ban nhạc đi trên đường băng và những máy bay cất cánh và hạ cánh trên không. Nó đã nhận được một đề cử tại Giải Video âm nhạc của MTV năm 2001 ở hạng mục Video của năm. Để quảng bá bài hát, nhóm đã trình diễn "Beautiful Day" trên nhiều chương trình truyền hình và lễ trao giải lớn, bao gồm CD:UK, Top of the Pops, giải Âm nhạc châu Âu của MTV năm 2000 và giải Grammy lần thứ 43, cũng như trong tất cả những chuyến lưu diễn của họ kể từ Elevation Tour năm 2001. Kể từ khi phát hành, nó đã xuất hiện trong nhiều album tuyển tập của ban nhạc, như The Best of 1990–2000 (2002) và U218 Singles (2006), và được hát lại bởi nhiêu nghệ sĩ khác nhau, bao gồm Sanctus Real và Lee DeWyze.

## Danh sách bài hát
Đĩa CD #1 tại Anh quốc và CD tại châu Âu
1. "Beautiful Day" - 4:06
2. "Summer Rain" - 4:06
3. "Always" - 3:46

Đĩa CD #2 tại Anh quốc
1. "Beautiful Day" - 4:06
2. "Discothèque" (trực tiếp từ Mexico City) - 5:10
3. "If You Wear That Velvet Dress" (trực tiếp từ Mexico City) - 2:43

## Xếp hạng
| Bảng xếp hạng (2000-01)              | Vị trí cao nhất |
| ------------------------------------ | --------------- |
| Úc (ARIA)                            | 1               |
| Áo (Ö3 Austria Top 40)               | 7               |
| Bỉ (Ultratop 50 Flanders)            | 8               |
| Bỉ (Ultratop 50 Wallonia)            | 6               |
| Brazil (ABPD)                        | 12              |
| Canada (Canadian Singles Chart)      | 1               |
| Đan Mạch (Tracklisten)               | 2               |
| Châu Âu (European Hot 100 Singles)   | 1               |
| Phần Lan (Suomen virallinen lista)   | 1               |
| Pháp (SNEP)                          | 17              |
| Đức (Official German Charts)         | 7               |
| Ireland (IRMA)                       | 1               |
| Ý (FIMI)                             | 1               |
| Hà Lan (Dutch Top 40)                | 1               |
| Hà Lan (Single Top 100)              | 1               |
| New Zealand (Recorded Music NZ)      | 7               |
| Na Uy (VG-lista)                     | 1               |
| Scotland (OCC)                       | 1               |
| Tây Ban Nha (PROMUSICAE)             | 1               |
| Thụy Điển (Sverigetopplistan)        | 7               |
| Thụy Sĩ (Schweizer Hitparade)        | 6               |
| Anh Quốc (OCC)                       | 1               |
| Hoa Kỳ Billboard Hot 100             | 21              |
| Hoa Kỳ Pop Airplay (Billboard)       | 19              |
| Hoa Kỳ Alternative Songs (Billboard) | 5               |
| Hoa Kỳ Dance Club Songs (Billboard)  | 1               |
| Hoa Kỳ Adult Pop Airplay (Billboard) | 4               |
| Hoa Kỳ Mainstream Rock (Billboard)   | 14              |

| Bảng xếp hạng (2000)                 | Vị trí |
| ------------------------------------ | ------ |
| Australia (ARIA)                     | 54     |
| Europe (European Hot 100 Singles)    | 22     |
| Finland (Suomen virallinen lista)    | 48     |
| Italy (FIMI)                         | 12     |
| Japan (Tokyo Hot 100)                | 23     |
| Netherlands (Dutch Top 40)           | 24     |
| Netherlands (Single Top 100)         | 35     |
| Norway Autumn Period (VG-lista)      | 11     |
| Switzerland (Schweizer Hitparade)    | 85     |
| UK Singles (Official Charts Company) | 103    |
| Bảng xếp hạng (2001)                 | Vị trí |
| Netherlands (Dutch Top 40)           | 196    |
| US Billboard Hot 100                 | 75     |
| US Adult Top 40 (Billboard)          | 14     |
| US Hot Dance Club Songs (Billboard)  | 21     |

## Chứng nhận
| Quốc gia                                  | Chứng nhận | Số đơn vị/doanh số chứng nhận |
| ----------------------------------------- | ---------- | ----------------------------- |
| Úc (ARIA)                                 | Bạch kim   | 70.000^                       |
| Brazil (ABPD)                             | Bạch kim   | 100,000^                      |
| Ý (FIMI)                                  | Vàng       | 0‡                            |
| Anh Quốc (BPI)                            | Vàng       | 400.000‡                      |
| Hoa Kỳ (RIAA)                             | Vàng       | 500.000^                      |
| ^ Chứng nhận dựa theo doanh số nhập hàng. |            |                               |